# Tommy Page
Tommy Page, właściwie Thomas Alden Page (ur. 24 maja 1970 w Glen Ridge w New Jersey, zm. 4 marca 2017 w East Stroudsburg w stanie Pensylwania) – amerykański piosenkarz i autor piosenek popowych. Jego największym przebojem był nagrany w kwietniu 1990 utwór „I'll Be Your Everything”, który dotarł do szczytu amerykańskiej listy singli, a współtwórcami tego nagrania byli Jordan Knight i Danny Wood z grupy New Kids on the Block; Page towarzyszył wtedy na ich trasie.
Urodził się jako syn Freda i Miriam Page. Dorastał w West Caldwell w New Jersey. W 1985 roku jako 15-latek ukończył James Caldwell High School. Podjął studia na New York University's Stern School of Business, zanim w wieku 18 lat zadebiutował tytułowym utworem do filmu Shag (1989) z Phoebe Cates i Bridget Fondą.
W 1988 ukazała się jego pierwszy album Tommy Page. Wydał siedem płyt studyjnych. Następnie jako producent wykonawczy w Reprise Records (część koncernu Warner Bros) pomagał w rozwoju karier Alanis Morissette, Michaela Bublé, Josha Grobana czy Green Day. W latach 2011–2013 pracował jako wydawca magazynu Billboard.
Wspólnie ze swoim mężem Charliem wychowywał trójkę dzieci: Owena, Aldena i Ruby.
4 marca 2017 popełnił samobójstwo. Miał 46 lat.